# Widelnice Bułgarii
Widelnice Bułgarii – ogół taksonów widelnic (Plecoptera), których występowanie stwierdzono na terenie Bułgarii.
Do 2019 roku potwierdzono występowanie w Bułgarii 103 gatunków i 6 podgatunków widelnic, należących do 23 rodzajów i 6 rodzin. Jeden gatunek wymarł, dwa wymarły regionalnie, a kolejne 2 są przypuszczalnie wymarłe. Poza tym 22 gatunki znalazły się w kategorii krytycznie zagrożonych, 9 w kategorii zagrożonych i 21 w kategorii narażonych na wymarcie.

## Kusałkowate(Capniidae)
W Bułgarii stwierdzono:
- Capnia nigra
- Capnia vidua
  - Capnia vidua vidua
  - Capnia vidua rilensis
- Capnopsis schilleri balcanica

## Kusoszczetkowate(Taeniopterygidae)
W Bułgarii stwierdzono:
- Taeniopteryx auberti
- Taeniopteryx hubaulti
- Taeniopteryx nebulosa
- Taeniopteryx schoenemundi
- Brachyptera beali beali
- Brachyptera braueri
- Brachyptera bulgarica
- Brachyptera helenica
- Brachyptera risi
- Brachyptera seticornis
- Brachyptera thracica
- Brachyptera zwicki
- Rhabdiopteryx alpina
- Rhabdiopteryx hamulata
- Rhabdiopteryx navicula
- Rhabdiopteryx neglecta
- Rhabdiopteryx triangularis
- Oemopteryx loewii
- Zwicknia bifrons

## Nieszczetowate(Nemouridae)
W Bułgarii stwierdzono:
- Amphinemura borealis
- Amphinemura standfussi
- Amphinemura triangularis
- Nemoura avicularis
- Nemoura braaschi
- Nemoura bulgarica
- Nemoura cambrica
- Nemoura cinerea
- Nemoura flexuosa
- Nemoura longicauda
- Nemoura marginata
- Nemoura pirinensis
- Nemoura pygmaea
- Nemoura subtilis
- Nemoura uncinata
- Nemurella pictetii
- Protonemura auberti
- Protonemura autumnalis
- Protonemura beaumonti
- Protonemura brevistyla
- Protonemura hrabei
- Protonemura illiesi
- Protonemura intricata
- Protonemura meyeri
- Protonemura montana
- Protonemura nitida
- Protonemura praecox
- Protonemura rauschi
- Protonemura strandschaensis
- Protonemura tarda

## Sfałdkowate(Leuctridae)
W Bułgarii stwierdzono:
- Leuctra albida
- Leuctra balcanica
- Leuctra bronislawi
- Leuctra cingulata
- Leuctra digitata
- Leuctra fusca
- Leuctra hansmalickyi
- Leuctra helenae
- Leuctra hippopus
- Leuctra hirsuta
- Leuctra inermis
- Leuctra joosti
- Lеuctra kumanskii
- Leuctra major
- Leuctra marani
- Lеuctra mortoni
  - Lеuctra mortoni mortoni
  - Leuctra mortoni feheri
- Leucta nigra
- Leuctra prima
- Leuctra pseudohippopus
- Leuctra pseudosignifera
- Leuctra rosinae
- Leuctra quadrimaculata

## Szczetnicowate(Chloroperlidae)
W Bułgarii stwierdzono:
- Chloroperla brachyptera
- Chloroperla kosarovi
- Chloroperla russevi
- Chloroperla tripunctata
- Siphonoperla burmeisteri
- Siphonoperla neglecta
- Siphonoperla transsylvanica

## Widelinicowate(Perlidae)
W Bułgarii stwierdzono:
- Dinocras cephalotes
- Dinocras megacephala
- Marthamea vitripennis
- Perla abdominalis
- Perla illiesi
- Perla marginata – widelnica paskowana
- Perla pallida

## Widłogonowate(Perlodidae)
W Bułgarii stwierdzono:
- Arcynopteryx dichroa
- Besdolus ventralis
- Bulgaroperla mirabilis
- Isogenus nubecula
- Isoperla auberti
- Isoperla belai
- Isoperla buresi
- Isoperla chius
- Isoperla grammatica
- Isoperla obscura
- Isoperla oxylepis
  - Isoperla oxylepis balcanica
  - Isoperla oxylepis oxylepis
- Isoperla russevi
- Isoperla submontana
- Isoperla tripartita
- Perlodes dispar
- Perlodes intricatus
- Perlodes microcephalus